# Acadèmia de Ciències Mèdiques i de la Salut de Catalunya i de Balears
|  | No s'ha de confondre amb Reial Acadèmia de Medicina de Catalunya. |

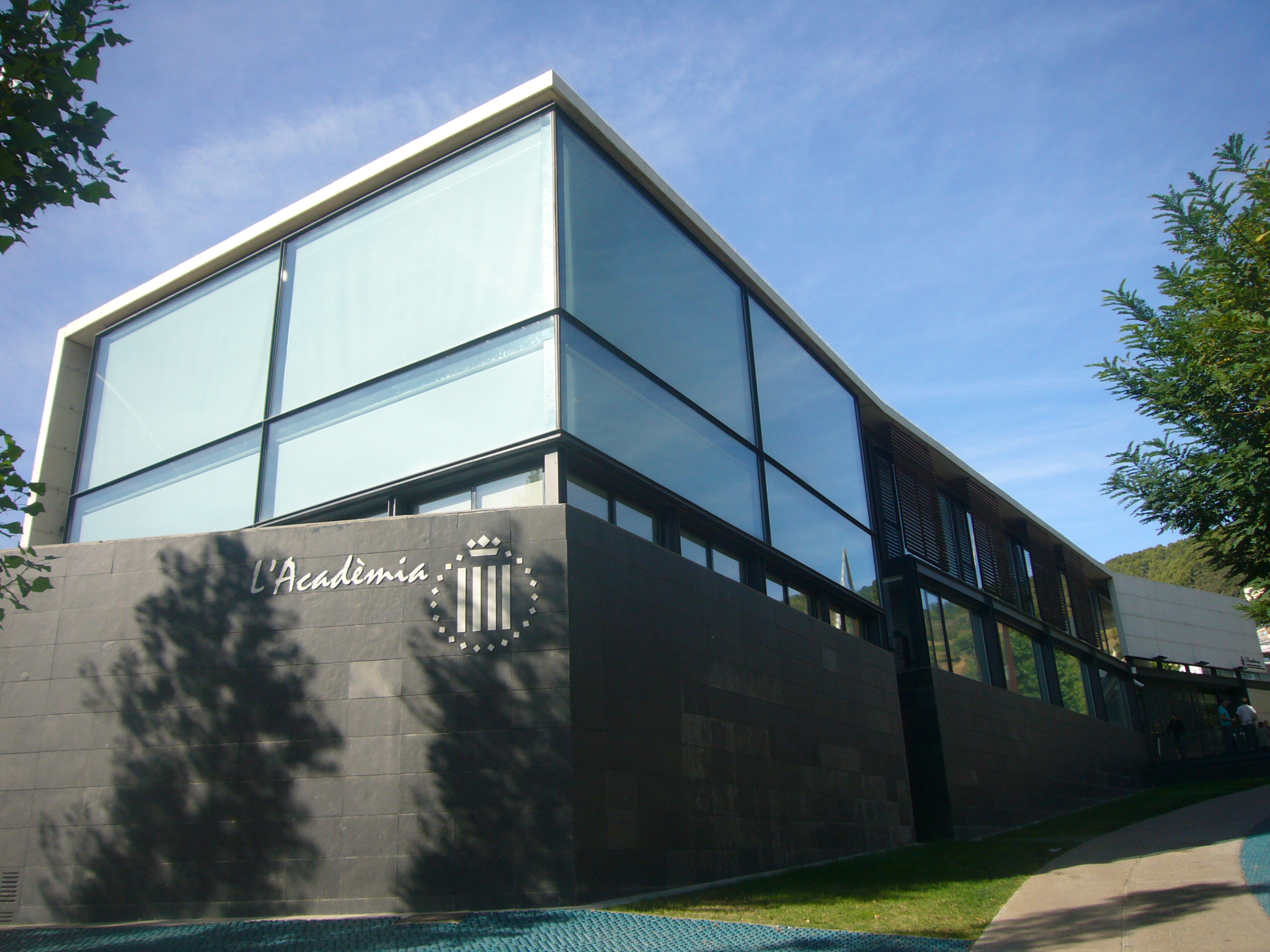
Seu al carrer Major de Can Caralleu, al barri de Sarrià (Barcelona)

L'Acadèmia de Ciències Mèdiques i de la Salut de Catalunya i de Balears és una institució mèdica cultural fundada a Barcelona el 5 d'abril de 1878, que pretén ser una tribuna i lloc de reunió dels professionals de la Medicina de Catalunya i Balears amb la finalitat de fomentar l'estudi i el conreu de les ciències de la salut en tots els seus aspectes. Té la seu al carrer Major de Can Caralleu, de Barcelona. L'òrgan és Anales de la Academia y Laboratorio de Ciencias Médicas de Cataluña, editat en català des del 1907.

## Història
Es va crear de la fusió de dues entitats independents. Per una part, El Laboratorio, fundat el 15 de gener de 1872 per cinc estudiants de Medicina (entre ells Salvador Cardenal i Josep A. Barraquer) decebuts per l'ensenyament rutinari i excessivament teòric; i per l'altra, l'Academia de Ciencias Médicas, fundada el 1876 o 1877 per Jaume Pi i Sunyer, Lluís de Góngora, Joaquim Bonet i Amigó i Agustí Prió. Ambdues entitats es fusionaren el 5 d'abril de 1878. El seu primer president fou Lluís de Góngora.
Aviat es va fer ressò de la medicina experimental de Claude Bernard, i va impulsar treballs d'investigació, i cursos de bacteriologia i d'histologia. Per suggeriment de Manuel Salvat i Espasa i Enric Ribas i Ribas, va promoure la celebració del Primer Congrés de Metges de Llengua Catalana el 1913, presidit per Miquel Arcàngel Fargas i Roca. El 1927, quan els centres ja disposaven de bons laboratoris, es dedicaren a l'engrandiment de la biblioteca, que ha arribat als 80.000 volums i a les 500 revistes; des del 1984 és regida per un Patronat conjuntament amb el Col·legi Oficial de Metges de Barcelona. En acabar la guerra civil espanyola li canviaren el nom d'Acadèmia i Laboratori de Ciències Mèdiques de Catalunya pel d'Academia de Ciencias Médicas; el 1967 recuperà la seva denominació actual.
Ha promogut les dues edicions del Vocabulari mèdic (1974 i 1979), la col·lecció Monografies Mèdiques (des del 1969), l'Índex farmacològic (1980 i 1984) i, el 1990, un Diccionari Enciclopèdic de Medicina. A començaments dels anys 1980 la biblioteca passà a anomenar-se Centre de Documentació Mèdica (CDM), centre peoner en la teledocumentació biomèdica. El 1983 va rebre la Creu de Sant Jordi.

## Òrgans de Govern
El principal és l'Àssemblea General, òrgan sobirà de l'entitat composta per tots els socis, la Junta Consultiva, que elegeix la Junta de Govern, formada pel president, quatre vicepresidents, secretari general, vicesecretari, vuit vocals i 15 presidents d'Associacions d'Estudiants de Ciències de la Salut.

## Presidents[2]
- Lluís de Góngora (1878-1880)
- Bartomeu Robert i Yarzábal (1880-1884 i 1895-1897)
- Pere Esquerdo i Esquerdo (1884-1888)
- Lluís Suñé i Molist (1888-1891)
- Àlvar Esquerdo Esquerdo (1891-1893)
- Salvador Cardenal i Fernández (1893-1895)
- Miquel Arcàngel Fargas i Roca (1897-1898 i 1902-1904)
- Emerencià Roig i Bofill (1898-1901)
- Víctor Azcarreta i Colau (1901-1902)
- Josep Antoni Barraquer i Roviralta (1904-1906)
- Ricard Botey i Ducoing (1906-1908)
- Ramon Turró i Darder (1908-1910)
- Josep Tarruella i Albareda (1910-1912)
- Francesc Fàbregas i Mas (1912-1913)
- Josep Maria Bartrina i Thomàs (1913-1915)
- Hermenegild Puig i Sais (1915-1916)
- Felip Proubasta i Masferrer (1916-1918)
- Àlvar Presta i Torns (1918-1920)
- Lluís Celis i Pujol (1920-1922)
- Enric Ribas - Ribas (1922-1924)
- Jesús Maria Bellido i Golferichs (1924-1926)
- Francesc Gallart i Monés (1926-1928)
- Joaquim Trias i Pujol (1928-1930)
- Joan Freixas i Freixas (1930-1932)
- Manuel Corachan i Garcia (1932-1934)
- Boi Guilera i Molas (1934-1936)
- Antoni Trias i Pujol (1936-1938)
- Joan Soler i Julià (1938-1939)
- Agustí Pedro i Pons (1939-1958)
- Joan Gibert i Queraltó (1958-1966)
- Jaume Pi - Figueras (1966-1970)
- Josep Laporte i Salas (1970-1974)
- Josep Alsina i Bofill (1974-1978)
- Oriol Casassas i Simó (1978-1982)
- Màrius Foz i Sala	(1982-1990)
- Gonçal Lloveras i Vallès (1990-1995)
- Joaquim Ramis i Coris (1995-2002)
- Josep Antoni Bombí i Latorre (2002-2011)
- Àlvar Net Castel (2011-2019)
- Joan Sala Pedrós (2019-...)

## Societat Catalana de Sexologia
La Societat Catalana de Sexologia és una societat científica de professionals de la salut. Com a tal, forma part de l'Acadèmia de Ciències Mèdiques i de la Salut de Catalunya i Balears, tot i tenir entitat jurídica pròpia. Fou fundada l'any 1969. A finals dels anys 80 del segle xx, la Societat va ser fundadora amb diverses societats de sexologia de l'Estat Espanyol de la Federación Española de Sociedades de Sexologia (FESS). L'actual president és el metge arenyenc Miquel Maresma Matas, llicenciat en Medicina per la Universitat de Barcelona i Diplomat en Sexologia a la Facultat de Medicina de Marsella (1988), ara professor As a la UB pel Màster de Sexologia Clínica i Salut Sexual que es fa a l'esmentada Universitat des del 2006. Altres membres de la Junta Directiva actual són els doctors i doctores Antoni Martín, Antoni Bolinches, Just Duran, Laura Navarro, Neus Franquesa i Eulàlia Cladellas Oliveras que n'és la secretària.